# انزاستاورین
انزاستاورین (به انگلیسی: Enzastaurin) یک ترکیب شیمیایی با شناسه پاب‌کم ۱۷۶۱۶۷ است. 